# Karpacki Ośrodek Wsparcia Straży Granicznej w Nowym Sączu
Karpacki Ośrodek Wsparcia Straży Granicznej imienia 1 Pułku Strzelców Podhalańskich w Nowym Sączu – nieistniejąca jednostka organizacyjna Straży Granicznej z siedzibą w Nowym Sączu.

## Formowanie i zmiany organizacyjne
Karpacki Ośrodek Wsparcia Straży Granicznej w Nowym Sączu powstał 3 lutego 2014 roku na bazie rozformowanego z dniem 31 grudnia 2013 roku Karpackiego Oddziału Straży Granicznej. Od 4 marca 2014 roku rozpoczął realizację zadań na rzecz innych jednostek organizacyjnych Straży Granicznej, wspieraniu działań prowadzonych przez te jednostki oraz zadań zleconych przez Komendanta Głównego Straży Granicznej, w szczególności w zakresie reprezentacyjnym.
Zarządzeniem nr 2 Komendanta Głównego Straży Granicznej z dnia 16 stycznia 2014 roku został określony symbol Karpackiego Ośrodka Wsparcia Straży Granicznej.
Z dniem 1 sierpnia 2016 roku Karpacki Ośrodek Wsparcia SG w Nowym Sączu im. 1 Pułku Strzelców Podhalańskich został postawiony w stan likwidacji. Podstawę stanowi Decyzja Nr 64 Komendanta Głównego SG z dnia 6 kwietnia 2016 roku w sprawie likwidacji jednostki budżetowej – Karpackiego Ośrodka Wsparcia Straży Granicznej imienia 1 Pułku Strzelców Podhalańskich w Nowym Sączu (zmieniona następnie Decyzją Nr 82 Komendanta Głównego SG z dnia 2 maja 2016 roku oraz Decyzją Nr 102 Komendanta Głównego SG z dnia 30 maja 2016 roku).
1 stycznia 2017 roku przestał istnieć Karpacki Ośrodek Wsparcia im. 1 Pułku Strzelców Podhalańskich w Nowym Sączu. 30 grudnia 2016 roku uroczyście pożegnano sztandar wspomnianej jednostki organizacyjnej. Pracownicy i funkcjonariusze Karpackiego Ośrodka Wsparcia dołączyli do kadry reaktywowanego w maju 2016 roku Karpackiego Oddziału Straży Granicznej w Nowym Sączu.

### Do głównych zadań Ośrodka należy
- Udzielanie wsparcia w realizacji ustawowych zadań jednostkom organizacyjnym Straży Granicznej w zakresie:
  - wykonywania zleconych działań w ramach realizowanych czynności operacyjno – rozpoznawczych i dochodzeniowo-śledczych;
  - wykonywania działań specjalnych.
- Zabezpieczenie logistyczne Sekcji Obsług Technicznych z siedzibą w Nowym Sączu Wydziału Techniki Lotniczej Zarządu Granicznego KGSG.
- Reprezentowanie Straży Granicznej podczas uroczystości z okazji świąt państwowych, resortowych i patriotyczno – religijnych oraz innych wystąpień realizowanych na terenie kraju lub zagranicą, a także udział w prestiżowych uroczystościach w szczególności festiwalach, konkursach, paradach.

Źródło

## Struktura organizacyjna
- Kierownictwo, w tym Komendant Ośrodka, Zastępca Komendanta Ośrodka, Główny Księgowy, Zespół Stanowisk Samodzielnych oraz Referat Nadzoru i Kontroli.
- Komórki organizacyjne:
  - Wydział Wsparcia;
  - Wydział Zabezpieczenia Działań;
  - Orkiestra Reprezentacyjna Straży Granicznej;
  - Pododdział Odwodowy (Reprezentacyjny);
  - Wydział Zabezpieczenia Logistycznego;
  - Samodzielna Sekcja Finansów;
  - Samodzielna Sekcja Ochrony Informacji;
  - Samodzielna Sekcja Kadr i Szkolenia;
  - Służba Zdrowia Karpackiego Ośrodka Wsparcia Straży Granicznej z siedzibą w Nowym Sączu.

Źródło